# Athletic Club Sparta Praha fotbal 2007-2008
Questa voce raccoglie le informazioni riguardanti l'Athletic Club Sparta Praha fotbal nelle competizioni ufficiali della stagione 2007-2008.

## Stagione
Lo Sparta Praga chiude il torneo nazionale al secondo posto. In coppa nazionale estromette Baník Sokolov (1-5), Dukla Praga (1-3), Bohemians 1905 (2-0), l'1. HFK Olomouc (2-5 nel doppio confronto), Bohemians Praga (2-5 nel doppio confronto) e, in finale, Slovan Liberec (0-0, 4-3 ai rigori) vincendo la competizione per la terza volta consecutiva.
In UEFA Champions League i granata si fanno subito eliminare dall'Arsenal (0-5) retrocedendo in Coppa UEFA. In questo torneo i cechi eliminano l'Odense (0-0, 4-3 ai rigori) nei preliminari accedendo alla fase a gironi: la società viene inserita nel gruppo E, comprendente Bayer Leverkusen, Spartak Mosca, Zurigo e Tolosa. Lo Sparta Praga perde in casa contro lo Zurigo (1-2), vince a Tolosa (2-3) pareggia contro lo Spartak a Praga e perde a Leverkusen (1-0) conquistando 4 punti e concludendo il girone al quarto posto, uscendo dalla Coppa UEFA.

## Calciomercato
Vengono ceduti Zich (Zenit Čáslav), Pavek, Blažek (al Norimberga per 500.000 euro), Drobny (all'Augusta per 100.000 euro), Homola (Jablonec), Kopic (in prestito al Mladá Boleslav), Kučera (al Brugge per 800.000 euro), Ančic (ritorna allo Slovan Liberec dal prestito), Jungr (in prestito alla Dynamo České Budějovice fino a gennaio 2008), Šimák (al Carl Zeiss Jena per 300.000 euro), Kúdela (dallo Slovácko per 210.000 euro, viene ceduto in prestito al Kladno fino a gennaio 2008), Jun (ritorna al Trabzonspor dal prestito), Barreyro, e nel gennaio del 2008 Zabavník (Terek Groznyj), Pospěch (al Copenaghen per 1,85 milioni di euro), Sylvestre (in prestito al Viktoria Plzeň) e Rezek (in prestito al Bohemians 1905).
Vengono acquistati Krob (acquistato nel luglio del 2007, nel gennaio del 2008 viene ceduto in prestito al Kladno), Kozáčik (dallo Slavia Praga per 180.000 euro), Poštulka (Teplice), Kladrubský (Dynamo České Budějovice), Limberský (dal Viktoria Plzeň per 400.000 euro), Vacek (Sigma Olomouc), Zeman, Holenda (Slovan Liberec), Žofčák (dal Ružomberok per 180.000 euro, viene ceduto in prestito allo Jablonec nel gennaio del 2008) e nel gennaio del 2008 Hainault (in prestito dal SIAD Most), Sivok (in prestito dall'Udinese), Voříšek (dopo esser andato in prestito al Rapid Vienna, ritorna dal prestito al Mladá Boleslav).

## Organigramma societario
Area tecnica
- Allenatore: Michal Bílek
- Vice allenatore: Horst Siegl
- Allenatore dei portieri: Jan Stejskal

## Rosa
| N. |                       | Ruolo | Calciatore        |
| -- | --------------------- | ----- | ----------------- |
| 1  | Rep. Ceca (bandiera)  | P     | Tomáš Poštulka    |
| 2  | Rep. Ceca (bandiera)  | D     | Tomáš Řepka       |
| 6  | Rep. Ceca (bandiera)  | D     | David Limberský   |
| 7  | Slovacchia (bandiera) | A     | Tomáš Kóňa        |
| 8  | Canada (bandiera)     | D     | André Hainault    |
| 9  | Rep. Ceca (bandiera)  | A     | Libor Došek       |
| 10 | Rep. Ceca (bandiera)  | A     | Miroslav Slepička |
| 11 | Rep. Ceca (bandiera)  | C     | Daniel Kolář      |
| 14 | Rep. Ceca (bandiera)  | C     | Pavel Horváth     |
| 15 | Rep. Ceca (bandiera)  | D     | Jiří Kladrubský   |
| 16 | Rep. Ceca (bandiera)  | C     | Tomáš Sivok       |
| 17 | Rep. Ceca (bandiera)  | A     | Jan Holenda       |
| 19 | Rep. Ceca (bandiera)  | C     | Petr Voříšek      |

| N. |                       | Ruolo | Calciatore         |
| -- | --------------------- | ----- | ------------------ |
| 20 | Rep. Ceca (bandiera)  | C     | Ondřej Kúdela      |
| 21 | Rep. Ceca (bandiera)  | A     | Jiří Jeslínek      |
| 23 | Rep. Ceca (bandiera)  | D     | Michal Kadlec      |
| 24 | Rep. Ceca (bandiera)  | P     | Matúš Kozáčik      |
| 25 | Rep. Ceca (bandiera)  | C     | Kamil Vacek        |
| 26 | Rep. Ceca (bandiera)  | D     | Pavel Mareš        |
| 27 | Rep. Ceca (bandiera)  | C     | Luboš Hušek        |
| 28 | Rep. Ceca (bandiera)  | A     | Miroslav Matušovič |
| 29 | Rep. Ceca (bandiera)  | P     | Tomáš Grigar       |
| 30 | Rep. Ceca (bandiera)  | A     | Marek Kulič        |
| 31 | Rep. Ceca (bandiera)  | C     | Martin Zeman       |
|    | Slovacchia (bandiera) | C     | Karol Kisel        |
|    | Rep. Ceca (bandiera)  | C     | Marek Jungr        |
|    | Rep. Ceca (bandiera)  | A     | Bohumil Nádenícek  |